# Antonov An-8
Antonov An-8 är ett transport- och passagerarflygplan tillverkat av Antonov från 1956 framåt. Totalt tillverkades 151 stycken.
Modellen får inte längre flygas med då Antonov inte utför underhåll på dem längre och dessutom har dragit in dess typcertifikat. Ändå flyger ett par exemplar i Afrika och används för smuggling.